# Estadio de Fez
El Complejo Deportivo de Fez, o Stade de Fès (en árabe:  المركب الرياضي لفاس ), es un estadio multiusos ubicado en Fez, Marruecos. Fue inaugurado en 2007 y tiene una capacidad para 45 000 espectadores. 
En el estadio disputan sus partidos los clubes Maghreb de Fès y Wydad de Fès, que disputan la Liga marroquí de fútbol. También sirve, en ocasiones, como sede para juegos de la Selección de fútbol de Marruecos.
El estadio fue elegido en primera instancia una de las sedes que albergaría la Copa Africana de Naciones 2015, posteriormente quedaría como sede suplente del evento, no siendo seleccionada una de las cuatro definitivas.